# C2C (studio)
Pour les articles homonymes, voir C2C.
C2C Co., Ltd. (株式会社C2C, Kabushiki gaisha Shītushī) est un studio d'animation japonaise situé à Nishitōkyō dans la préfecture de Tokyo, au Japon, créé en mai 2009.

## Histoire
La société C2C est créée à l'origine en mai 2009 comme filiale de Triple A (ja), qui cherchait à produire des œuvres originales, et s'est formée autour de Ryōsuke Yamada, qui était au bureau de production, du producteur Takuya Ono et de l'animateur Takeshi Oda. Le nom de la société est l'abréviation de « Challenge To Challenge » et est influencé par la philosophie d'entreprise de sa société mère Triple A, « Pas de succès sans défis » (挑戦なくして成功はなし, Chōsen naku shite seikō wa nashi). Tout en menant des activités de planification et de production d'animation, le studio a principalement été engagé dans du gross uke (ja) pour d'autres sociétés ainsi que de sa société mère depuis sa création.
En 2012, C2C produit sa première série courte Yurumates 3D (ja), et c'est en 2018 que la société se lance dans la production de séries d'épisodes d'une vingtaine de minutes avec Harukana Receive. Lors de l'annonce d'une collaboration des sociétés DMM Games (ja) et CAAnimation sur la conception d'un projet multimédia pour 2021, il a été indiqué que le studio C2C travaille sur la production du projet d'animation.

## Productions

### Séries télévisées
| Année | Titre                              | Dates de 1re diffusion | Dates de 1re diffusion | Nb. éps. | Notes |
| Année | Titre                              | Début                  | Fin                    | Nb. éps. | Notes |
| ----- | ---------------------------------- | ---------------------- | ---------------------- | -------- | --- |
| 2012  | Yurumates 3D (ja)                  | 2 avril 2012           | 25 juin 2012           | 13       | Production basée sur le manga de saxyun.                                                                            |
| 2012  | Yurumates 3D Plus (ja)             | 2 juillet 2012         | 24 septembre 2012      | 13       | Suite de Yurumates 3D.                                                                                              |
| 2014  | Oneechan ga kita (ja)              | 9 janvier 2014         | 27 mars 2014           | 12       | Production basée sur le manga de Rikō Anzai.                                                                        |
| 2014  | Go! Go! 575 (ja)                   | 9 janvier 2014         | 30 janvier 2014        | 4        | Production basée sur un projet multimédia de Sega ; coproduite avec Lay-duce.                                       |
| 2014  | M3: The Dark Metal (ja)            | 22 avril 2014          | 30 septembre 2014      | 24       | Production basée sur un concept initial de Jun'ichi Satō et Mari Okada ; coproduite avec Satelight.                 |
| 2015  | Aquarion Logos                     | 3 juillet 2015         | 25 décembre 2015       | 26       | Production d'une 3e série télévisée pour les 10 ans de la franchise Aquarion ; coproduite avec Satelight.           |
| 2017  | Sukasuka                           | 11 avril 2017          | 27 juin 2017           | 12       | Production basée sur une série de light novel de Akira Kareno (ja) et illustrée par ue ; coproduite avec Satelight. |
| 2018  | Harukana Receive                   | 6 juillet 2018         | 21 septembre 2018      | 12       | Production basée sur le manga de Nyoijizai.                                                                         |
| 2019  | Hitori Bocchi no Marumaru Seikatsu | 6 avril 2019           | 22 juin 2019           | 12       | Production basée sur le manga de Katsuwo.                                                                           |
| 2020  | Shachō, Battle no jikan desu! (ja) | 5 avril 2020           | 28 juin 2020           | 12       | Production basée sur le jeu mobile de Kadokawa.                                                                     |
| 2020  | Wandering Witch                    | 2 octobre 2020         | 18 décembre 2020       | 12       | Production basée sur la série de light novel écrite par Jōgi Shiraishi et illustrée par Azure.                      |
| 2021  | Tsukimichi -Moonlit Fantasy-       | 7 juillet 2021         | 22 septembre 2021      | 12       | Production basée sur la série de light novel écrite par Kei Azumi et illustrée par Mitsuaki Matsumoto.              |
| 2021  | PuraOre! Pride of Orange (en)      | 6 octobre 2021         | 22 décembre 2021       | 12       | Production basée sur un projet multimédia de Cyber Agent ; coproduite avec DMM Games.                               |
| 2022  | Reincarnated as a Sword            | 5 octobre 2022         | 21 décembre 2022       | 12       | Production basée sur la série de light novel écrite par Yû Tanaka et illustrée par Llo                              |
| 2023  | Shangri-La Frontier                | 1er octobre 2023       | 31 mars 2024           | 25       | Production basée sur la série de manga écrite par Kata Rina et dessinée par Fuji Ryosuke                            |

### OAV
| Année | Titre                 | Date(s) de sortie                    | Notes                                                                                          |
| ----- | --------------------- | ------------------------------------ | ---------------------------------------------------------------------------------------------- |
| 2012  | Yurumates (ja)        | 30 août 2012                         | Production de 2 épisodes basés sur le manga de saxyun.                                         |
| 2014  | Oneechan ga kita (ja) | 22 mars 2014                         | Production d'un épisode publié avec le coffret Blu-ray de la série.                            |
| 2014  | Go! Go! 575 (ja)      | 22 octobre 2014                      | Production d'un épisode publié avec le coffret Blu-ray de la série ; coproduite avec Lay-duce. |
| 2016  | Tenchi Muyo! Ryo-Ohki | 20 novembre 2016 - 13 septembre 2017 | Production de la 4e série d'OAV ; coproduite avec AIC.                                         |